# 殺人機械
『殺人機械』（原題：Killing Machine）は、ジューダス・プリーストが1978年に発表した5作目のアルバム。アメリカではタイトルを『Hell Bent for Leather』に変更してリリースされた。

## 解説
音楽的には、重厚さが増した一方で「テイク・オン・ザ・ワールド」等のポップな楽曲も収録され、音楽評論家のスティーヴ・ヒューイはallmusic.comにおいて「『ステンド・クラス』のプログレッシブな複雑さと『ブリティッシュ・スティール』のスタジアム・ロック路線の過渡期の作品」と評している。この頃より、バンドのステージ衣装はレザー・ジャケットが中心となり、ロブ・ハルフォードはステージでハーレーダビッドソンを乗り回す演出を始めた。
発売当時のイギリス盤は10曲入りだったが、アメリカ盤にはフリートウッド・マックのカヴァー「グリーン・マナリシ」が追加されて11曲入りでリリースされた。
第1弾シングル「テイク・オン・ザ・ワールド」は、ジューダス・プリーストのシングルとしては初めて全英シングル・チャートでトップ100圏内に入り、最高14位に達した。第2弾シングル「イヴニング・スター」は全英53位に達した。これらのシングル・ヒットによって、バンドはこの時期にテレビ番組『トップ・オブ・ザ・ポップス』に2回出演した。
2001年に再発されたリマスターCDには、未発表曲「ファイト・フォー・ユア・ライフ」と『復讐の叫び』（1982年）収録曲「嵐の出撃」のライヴ・ヴァージョンが追加収録された。「ファイト・フォー・ユア・ライフ」の一部パートは、アルバム『背徳の掟』（1984年）収録曲「鋼鉄の魂」に流用された。

## 収録曲
特記なき楽曲はロブ・ハルフォード、K. K. ダウニング、グレン・ティプトンの共作。
1. ユダへの貢物 - Delivering the Goods - 4:16
2. ロック・フォーエヴァー - Rock Forever - 3:19
3. イヴニング・スター - Evening Star (Rob Halford, Glenn Tipton) - 4:06
4. 殺戮の聖典 - Hell Bent for Leather (G. Tipton) - 2:40
5. テイク・オン・ザ・ワールド - Take on the World (R. Halford, G. Tipton) - 3:01
6. バーニング・アップ - Burnin' Up (K.K. Downing, G. Tipton) - 4:06
7. グリーン・マナリシ - The Green Manalishi (With the Two-Pronged Crown)  (Peter Green) - 3:22
8. 殺人機械 - Killing Machine (G. Tipton) - 3:01
9. ランニング・ワイルド - Running Wild (G. Tipton) - 2:57
10. ビフォー・ザ・ドーン - Before the Dawn - 3:23
11. 邪悪のファンタジー - Evil Fantasies - 4:13
下記2曲は2001年リマスターCDのボーナス・トラック。
12. ファイト・フォー・ユア・ライフ - Fight for Your Life - 4:04
13. 嵐の出撃 (ライヴ) - Riding on the Wind - 3:15

## カヴァー
ユダへの貢物 (Delivering The Goods)
- スキッド・ロウがライヴで取り上げ、EP『B-Side Ourselves』（1992年）に、ロブ・ハルフォードがゲスト参加したライヴ・ヴァージョンが収録された。
- ジューダス・プリーストのロックの殿堂入りを祝し、メガデスがカバー・バージョンを制作。2022年11月にAmazon Music限定配信リリースされた[6]。また、2023年2月にはApple MusicやSpotifyでも配信が開始された[7]。

殺戮の聖典 (Hell Bent for Leather)
- アナイアレイターがシングル「Set the World On Fire」（1993年）のカップリング曲としてカヴァーした。

## 参加ミュージシャン
ジューダス・プリースト
- ロブ・ハルフォード：ボーカル
- K. K. ダウニング：リードギター
- グレン・ティプトン：リードギター
- イアン・ヒル：ベース
- レス・ビンクス：ドラムス

スタッフ
- プロデュース＆エンジニア - ジェイムズ・ガスリー
- Co-プロデュース - ジューダス・プリースト
- アシスタント・エンジニア - ダミアン・コーナー、アンドリュー・ジャクソン、ケビン・ダリモア、アンドリュー・クラーク

スタジオ
- Recorded at Utopia Studios. Basing Street. CBS Studios London
- Mixing at Utopia Studios